# Mittitjärnen (Råneå socken, Norrbotten, 734989-178931)
Mittitjärnen är en sjö i Bodens kommun i Norrbotten och ingår i Vitåns huvudavrinningsområde.